# Esafenilbenzene
L'esafenilbenzene è un composto aromatico di formula (C6H5)6C6 o Ph6C6. Strutturalmente può essere considerato come una molecola di benzene in cui tutti sei gli atomi di idrogeno sono stati sostituiti con altrettanti gruppi fenilici Ph-, oppure come sei molecole di benzene legate ad un settimo benzene centrale. A temperatura ambiente appare come un solido cristallino polimorfico insolubile in acqua.

## Sintesi
L'esafenilbenzene può essere ottenuto facendo reagire a caldo il tetrafenilciclopentadienone col difenilacetilene, con formazione di esafenilbenzene e monossido di carbonio come scoria. Il meccanismo di reazione sfruttato è quello della sintesi di Diels-Alder: